# ВК Младост
Хрватски академски ватерполо клуб Младост (ХАВК Младост) је ватерполо клуб из Загреба, Хрватска. Основан је 1946, а тренутно се такмичи у Првој лиги Хрватске.

## Највећи успеси

### Национални
- Првенство Хрватске

Првак (10) : 1991/92, 1992/93, 1993/94, 1994/95, 1995/96, 1996/97, 1998/99, 2001/02, 2002/03, 2007/08.
Вицепрвак (8) : 1997/98, 2000/01, 2004/05, 2005/06, 2006/07, 2008/09, 2009/10, 2013/14.
- Куп Хрватске

Освајач (8) : 1992/93, 1993/94, 1997/98, 1998/99, 2001/02, 2005/06, 2010/11, 2011/12.
Финалиста (9) : 1994/95, 2000/01, 2004/05, 2006/07, 2007/08, 2008/09, 2009/10, 2014/15, 2016/17.
- Првенство Југославије

Првак (6) : 1961/62, 1966/67, 1968/69, 1970/71, 1988/89, 1989/90.
Вицепрвак (15) : 1948/49, 1954/55, 1962/63, 1963/64, 1964/65, 1965/66, 1967/68, 1969/70, 1971/72, 1972/73, 1973/74, 1974/75, 1976/77, 1987/88, 1990/91.
- Зимско првенство Југославије

Првак (5) : 1960, 1961, 1962, 1964, 1970.
Вицепрвак (4) : 1963, 1969, 1971, 1972.
- Куп Југославије

Освајач (1) : 1988/89.
Финалиста (1) : 1975.

### Регионални
- Јадранска лига

Освајач (1) : 2018/19.
Финалиста (1) : 2017/18.

### Међународни
- Лига шампиона (Куп шампиона/Евролига)

Освајач (7) : 1967/68, 1968/69, 1969/70, 1971/72, 1989/90, 1990/91, 1995/96.
Финалиста (4) : 1970/71, 1992/93, 1996/97, 1999/00.
- Куп Европе

Освајач (1) : 2000/01.
Финалиста (1) : 2013/14.
- Суперкуп Европе

Освајач (3) : 1976, 1990, 1996.
Финалиста (1) : 1991.
- Куп победника купова

Освајач (2) : 1975/76, 1998/99.
Финалиста (1) : 2001/02.
- Медитерански куп (КОМЕН куп)

Освајач (2) : 1987, 1990.

## Тренутни састав
| Позиција | Број | Држава   | Играч            |
| -------- | ---- | -------- | ---------------- |
| голман   |      | Хрватска | Јосип Павић      |
|          |      | Хрватска | Иван Перић       |
|          |      | Хрватска | Анте Вукичевић   |
|          |      | Хрватска | Борис Летица     |
|          |      | Хрватска | Антонио Петковић |
|          |      | Хрватска | Дује Живковић    |
|          |      | Србија   | Вања Удовичић    |
|          |      | Румунија | Козмин Раду      |
|          |      | Хрватска | Франо Карач      |
|          |      | Хрватска | Петар Муслим     |
|          |      | Хрватска | Игор Хинић       |
|          |      | Хрватска | Иван Буљубашић   |
|          |      | Хрватска | Лука Лончар      |

Тренер: Вјекослав Кобешћак

## Познати бивши играчи
- Озрен Боначић
- Перица Букић
- Роналд Лопатни
- Игор Милановић
- Вања Удовичић
- Дубравко Шименц
- Златко Шименц
- Златко Матеша